# Stary Groń (Beskid Śląski)
Stary Groń (791 m n.p.m.) – szczyt w Beskidzie Śląskim na terenie Brennej, ale nazwą tą określa się także cały dość długi grzbiet górski, na którym on się znajduje.
Grzbiet ten odchodzi w kierunku północno-zachodnim od kulminacji Grabowej w głównym grzbiecie Beskidu Śląskiego i rozdziela doliny Leśnicy i Hołcyny. W kolejności od Grabowej na północny zachód wyróżnia się w nim wzniesienia 781,5, 790,8 (Stary Groń), 797,8 m (Horzelica). Na mapach Geoportalu szczyty Horzelica i Stary Groń są wzajemnie zamienione miejscami.
Określany tą nazwą odcinek grzbietu jest prawie połogi, choć wąski; liczy on, pomiędzy stokami Grabowej a wzniesieniem Horzelicy, blisko 3 km długości. Północno-wschodnie stoki Starego Gronia, opadające ku dolinie Hołcyny, są strome i prawie w całości porośnięte lasem, natomiast bardziej połogie zbocza opadające ku dolinie Leśnicy, wystawione ku południowemu zachodowi, są pokryte licznymi polanami sięgającymi aż po grzbiet. Rozłożyły się na nich obecnie przysiółki Brennej (kolejno od południa): Grabowa, Pod Stary Groń, Na Tłoczki.
Stary Groń jest najstarszym w Brennej ośrodkiem szałaśnictwa. Pierwszy szałas założył tu jeszcze w 1 połowie XVII w. niejaki Gawlas – być może ten sam, który w latach 1654–1655 był breńskim wojewodą wałaskim. Der gantze Sallasch Stary Groń genannt... był wzmiankowany w dokumentach w 1689 r., zaś Johan Gawlas w Starym Gruniu... notowany był w aktach Komory Cieszyńskiej w 1722 r. Ludomir Sawicki, prowadząc w 1913 r. badania nad pasterstwem na Śląsku Cieszyńskim zanotował pod szczytem Starego Gronia szałas, w którym 8 wspólników wypasało 186 owiec i 10 krów. Wypasy prowadzono na Starym Groniu jeszcze w latach 60. XX wieku, a jednym z ostatnich baców był tu 80-letni Józef Herzyk. Obecnie na polanach Starego Gronia niewielkie stadka owiec pojawiają się tylko doraźnie i nie co roku, a wypas nie ma już nic wspólnego z dawnymi tradycjami pasterskimi.
Na polanach Starego Gronia istnieją najbogatsze w Polsce stanowiska naparstnicy purpurowej.
Grzbietem Starego Gronia na całej długości wiedzie czarno znakowany szlak turystyczny z Brennej na Grabową. Na przełączkę (752 m n.p.m.) z kapliczką, na południe od spiętrzenia Horzelicy, wyprowadzają z Brennej znaki zielone. Poniżej szczytu wzniesiono wieżę widokową o wysokości 12 m.